# Венсан Жерар
Венсан Жерар (фр. Vincent Gérard; Мозел, 16. децембар 1986) француски је рукометаш и репрезентативац који тренутно игра за најтрофејнији шпански и европски клуб Барселону на позицији голмана, са којим је потписао двогодишњи уговор где ће заменити Никласа Ландина.
Жерар је своју професионалну каријеру провео у Француској, игравши за Мец, Монпеље и Истр, прије него је 2010. године прешао у Денкерк. Из Денкерка се 2015. године поново вратио у Монпеље. 2019. прешао је у Париз Сен Жермен где је остао три сезоне да би у лето 2022. године прешао у Сен-Рафаел.
За репрезентацију Француске је дебитовао  6. априла 2013. године у квалификацијској утакмици против Норвешке, те је са две одбране у девет минута омогућио Француској победу која им је осигурала наступ на Европском првенство 2014. у Данској.
Са репрезентацијом је освојио златну медаљу на Светском првенству 2017. у Француској и Европском првенству 2014. у Данској, сребро на Олимпијским играма 2016. у Рио де Жанеиру, те бронзу на Светском првенству 2019. у Данској и Њемачкој и Европском првенству 2018. у Хрватској.

## Клупски профеји

### Денкерк
- Првенство Француске: 2014.
- Куп Француске: 2011.
- Суперкуп Француске: 2012.

### Монпеље
- ЕХФ Лига шампиона: 2018.
- Првенство Француске: 2008.
- Куп Француске: 2008, 2016.
- Лига куп Француске: 2007, 2008, 2016.
- Суперкуп Француске: 2018.

### Париз Сен Жермен
- Првенство Француске: 2020, 2021, 2022.
- Куп Француске: 2021, 2022.
- Суперкуп Француске: 2019.

### Кил
- Суперкуп Немачке (1) : 2023.